# Бабаев, Чары (старший чабан)
Чары Бабаев (туркм. Çary Babaýew; 1916 год, кишлак Мерье (Merýe) — дата смерти неизвестна) — старший чабан каракулеводческого совхоза «Равнина» Министерства внешней торговли СССР, Байрам-Алийский район Марыйской области, Туркменская ССР. Герой Социалистического Труда (1949). Депутат Верховного Совета Туркменской ССР 5-го созыва.

## Биография
Родился в 1916 году в кишлаке Мерье (сегодня — Саятский этрап).
С 1936 года — старший чабан куракулеводческого совхоза «Равнина» Байрам-Алийского района, директором которого был Павел Иванович Жданович.
В 1947 году бригада Чары Бабаева получила высокий приплод ягнят. Указом Президиума Верховного Совета СССР от 15 сентября 1948 года «за получение в 1947 году высокой продуктивности животноводства при выполнении колхозом обязательных поставок сельскохозяйственных продуктов и плана развития животноводства по всем видам скота» удостоен звания Героя Социалистического Труда с вручением ордена Ленина и золотой медали «Серп и Молот».
Этим же Указом званием Героя Социалистического Труда были также награждены директор совхоза «Равнина» Павел Иванович Жданович, зоотехник Семён Борисович Браславский, управляющий второй фермой Беки Мамедтачев, управляющий третьей фермой Нурберген Карабашев и чабаны Ораз Бабаев, Кенес Биркулаков, Мамед Валиев, Бегджа Дженали, Усербай Кульбатыров.
Избирался депутатом Верховного Совета Туркменской ССР 5-го созыва.